# 543581 Laurenrubyjane
543581 Laurenrubyjane este o planetă minoră (asteroid) din centura de asteroizi. A fost descoperită pe 2 iulie 2014 la  de Norman Falla⁠(d). 
Obiectul prezintă o orbită caracterizată de o semiaxă mare de 2,4876231326593 UAi, o excentricitate de 0,13396181067933, o înclinație de 6,6949067295922 ° în raport cu ecliptica.